# Hammer Lake
Hammer Lake är en sjö i Kanada.   Den ligger i distriktet Algoma och provinsen Ontario, i den sydöstra delen av landet, 800 km väster om huvudstaden Ottawa. Hammer Lake ligger 421 meter över havet. Arean är 4,6 kvadratkilometer. Den sträcker sig 4,9 kilometer i nord-sydlig riktning, och 4,0 kilometer i öst-västlig riktning.
I omgivningarna runt Hammer Lake växer i huvudsak blandskog. Trakten runt Hammer Lake är nära nog obefolkad, med mindre än två invånare per kvadratkilometer.